# Cacajao ouakary
Cacajao ouakary és una espècie de primat de la família dels pitècids. La seva distribució es troba al nord-oest del Brasil i el sud-est de Colòmbia, entre els rius Rio Negro i Guaviare al nord i el riu Japurá al sud.

## Morfologia
C. ouakary s'assembla molt al uacari de cap negre (C. melanocephalus), que viu al nord del Rio Negro. Se'n diferencia sobretot per la seva coloració, amb el cap, les espatlles, els braços i la part superior de l'esquena negres, la part mitjana de l'esquena de color groc pàl·lid i una coloració rogenca a les cames, la cua i la part inferior de l'esquena. El uacari de cap negre, en canvi, té colors més homogenis, amb tonalitats negres, marronoses, rogenques o de color marró groguenc.

## Sistemàtica
C. ouakary fou descrit pel zoòleg bavarès Johann Baptist von Spix el 1823 amb el nom de Brachyurus ouakary. A finals del segle xx, sovint fou classificat com a subespècie del uacari de cap negre (C. melanocephalus ouakary). Tanmateix, Jean P. Boubli et al. (2008) consideraren injustificada aquesta taxonomia. Plantejaren que Alexander von Humboldt havia descrit l'espècimen tipus (ja perdut) del uacari de cap negre amb el pelatge dorsal groguenc i que no se'n coneixia la localitat tipus. Així doncs, el uacari de cap negre i el uacari descrit per Spix serien el mateix. Les formes nominotípiques del uacari de cap negre i de C. melanocephalus ouakary foren ajuntades. El 2014, Ferrari et al. contradigueren aquesta classificació i tornaren a elevar el tàxon descrit per Spix a la categoria d'espècie amb el nom de Cacajao ouakary.